# Фетулах Гулен
Мухамед Фетулах Гулен (тур. Muhammed Fethullah Gülen, : ; Песинлер, 27. април 1941 — Пенсилванија, 21. октобар 2024) био је турски проповједник, имам, писац и политичар. Оснивач је покрета Гулен (познат и као Хизмет, што на турском значи „служба”). Живео је у самонаметнутом егзилу у Сједињеним Америчким Државама, у Сејлорсбергу у Пенсилванији.
Гулен је подучавао ханефијску школу ислама, која је произашла из учења сунитског учењака Саида Нурсија. Фетулах је изјавио да вјерује у науку, међувјерски дијалог међу Народима Књиге и вишепартијску демократију. Покренуо је такав дијалог са Ватиканом и неким јеврејским организацијама.
Активно је био укључен у друштвену дебату о будућности турске државе и ислама у савременом свијету. Описан је у медијима на енглеском језику као „имам који промовише толерантни ислам који истиче алтруизам, напоран рад и образовање”, те као „једна од најзначајнијих муслиманских личности на свијету”.
Гулен је био један од савезника турског предсједника Реџепа Тајипа Ердогана до 2013. године. Савез је уништен након корупционог скандала у Турској исте године. Ердоган је оптужио Гулена да стоји иза истраге корупције. Тренутно је на списку најтраженијих терориста у Турској и оптужен је за вођење онога што актуелни турски званичници називају „Гуленова терористичка организација”. Турски кривични суд је издао налог за Гуленово хапшење. Турска је тражила Гуленово изручење од Сједињених Америчких Држава. Међутим, није било одлуке турског кривичног суда која терети Гулена или његове присталице за терористичке активности.

## Биографија
Гулен је рођен у селу Коруџук, у близини Ерзурума (Ерзурум). Његов отац, Рамиз Гулен, био је имам. Његова мајка је учила Куран у свом селу, унаточ забрани вјеронауке од стране кемалистичке владе. Гулен је започео основно образовање у свом родном селу, али га није и наставио након што се његова породица преселила. Судјеловао је у исламском образовању у истој џамији у Ерзуруму у којој је учио и отац радикалног исламисте Метина Каплана. Своју прву проповијед је дао када је имао 14 година. Гулен је био под утицајем идеја Саида Нурсија и Мевлане Џелалудина Румија.
Како би упоредио Гулена са лидерима у покрету Нур, Хакан Јавуз је рекао: „… Гулен је више турски националиста у свом размишљању. Такође, он је нешто више оријентисан ка држави, те му је више стало до тржишне економије и неолибералне економске политике.”
Његов професионални став довео је до тога да неки аутсајдери назову његову теологију „исламском верзијом калвинизма”. Оксфорд аналитика каже:
„Гулен је примијенио Нурсијеве идеје у пракси, када је пребачен у џамију у Измиру 1966. године. Измир је град у којем се политички ислам никада није укоријенио. Међутим, пословна и професионална средња класа је почела извикивати ограничења државне бирократије под чијим крилима је и нарасла, а подржавати тржишту наклоњену политику, уз очување барем неких елемената конзервативног начина живота. Такви бизнисмени су углавном прозападњачки, јер је то и био у ствари западњачки утицај (првенствено утицај САД), који је увјерио владу да омогући слободне изборе (елекцију) први пут 1950. године и америчку помоћ, што је постало покретач бујајућег економског раста.”
Гулен је престао да врши формалне дужности проповиједања 1981. године. Од 1988. до 1991. године је држао низ проповиједи у познатим џамијама у већим градовима. У 1994. години, он је судјеловао у оснивању „Фондације новинара и писаца” те је добио титулу „Почасни предсједник” од стране фондације. Он није изнио било какав коментар у вези са затварањем Социјалистичке странке 1998. године или Виртуелне партије 2001. године. Упознао је неке политичаре попут Тансуа Чилера и Булента Еџевита, али он избјегава сусрете с челницима исламских политичких партија.
Године 1999, Гулен је емигрирао у Сједињене Америчке Државе, тврдећи да је то путовање због лијечења, иако је вјероватно да је очекивао да буде веома запажен (након емиграције у САД) што се чинило фаворизовањем Исламске Државе. Јуна 1999. године, након што је Гулен напустио Турску, неким турским телевизијским станицама су послати видео-снимци Гулена гдје он говори:
„Постојећи систем је још увијек моћан. Наши пријатељи који имају позиције у законодавним и управним тијелима треба да науче њихове детаље и буду на опрезу све вријеме, тако да их могу трансформирати и учинити више плодоносним у корист ислама, у циљу провођења рестаурација широм земље. Међутим, они би требало да причекају док услови не постану повољнији. Другим ријечима, они не би требало да излазе на свјетло прерано.”
Гулен се жалио да су примједбе извучене из контекста, а они који га подржавају су подигли питања о аутентичности снимка, за који он [Гулен] каже да је „изманипулисан”. Гулену је суђено у одсутности 2000. године, а ослобођен је 2008. године под новом владом Партије правде и развоја (АКП), тадашњег премијера а данашњег предсједника Турске Реџепа Тајипа Ердогана.
Гулен је добио зелену карту 2001. године. Аплицирао је за зелену карту односно застално боравиште 2002. Након Напада 11. септембра 2001, САД је повећао праћење исламских религијских група у држави. Примједбу на Гуленов захтјев за боравиште имали су Федерални биро за истраге (FBI), Стејт департмент и Унутрашња безбједност. Гулен је првотно свој захтјев за боравишну дозволу базирао на тврдњи да је AEA као активиста за образовање; Служба за држављанство и имиграцију САД ово је одбила. Адвокати који представљају Унутрашњу безбједност тврдили су да Гулен нема степен нити обуку на пољу едукације и довели су у питање хвалу Гуленовог рада, нпр. што наводе његови адвокати а изражавању научници на академским конференцијама које финансирају гуленистичке фондације. Тадашњи потпредсједавајући Савјета за националну обавијештеност Централне обавјештајне агенције (CIA) Грејам Фалер, бивши званичник CIA-е Џорџ Фајдас и бивши амерички амбасадор за Турску Мортон Абрамовиц писали су писма којима одобравају апликацију Гулена за добијање зелене карте (2008). Суд је пресудио против USCIS-а и у Гуленову корист, чиме је добио зелену карту.
Како је ердоганистичка Турска постајала све гласнија 2000-их, структуралне запреке учешћу муслимана у грађанском животу постепено су биле чешће. Многи од оних који су се образовали у институцијама које су спонзорисане од учесника у подухватима за грађанско друштво, које је инспирисао Гулен, завршили су у судском систему Турске као чланови, у владином апарату и војсци. Повећавањем сукоба у друштву у периоду прије Покушаја државног удара у Турској 2016, ердоганизам је промијенио виђење или перцепцију гуленизма од таквог да су то савезници до таквог да су то ривали, који покушавају да успоставе структуру паралелне државе. Прије и након покушаног пуча, гуленисти су постали највећа група учесника масивних чистки у Турској (2016—). Од покушаја удара из 2016, власти су хапсиле и приводиле више од 90.000 грађана Турске.
Дана 19. децембра 2014, Турски суд је издао налог за хапшење Гулена након што је преко 20 новинара који раде за локалне медије и за које се мисли да симпатизирају Гуленов покрет — ухапшено. Гулен је оптужен за успостављање и покретање „оружане терористичке групе”.
Према стању од 2018. године, Гулен борави у Центру Честнат ритрит (енгл. Chestnut Retreat Center) који је повезан са покретом Хизмет (изоловано имање од 25 хектара у Поконосу, Рос Тауншип, Округ Монро, Пенсилванија; у близини Сејлорсберга). Око тридесеторо људи живи и ради на имању, које је у власништву Фондације Голден џенерејшон (енгл. Golden Generation Foundation). Гуленово мјесто за живот и учење чини неколико мањих просторија, за које он плаћа од накнада које добије издавачком активношћу; једна од просторија је и соба која се користи као месџид. Било је објављено да је Гулен лошег здравља; године 2017, извјештавано је да постоје четири кандидата који би могли да наслиједе Гулена, ако то буде потребно, као функција предводника покрета Хизмет: Мехмет Али Шенгул, Џевдет Туркјолу, Осман Шимшек и Ахмет Куруџан.

## Теологија
Гулен не заговара нову теологију него се води класичним ауторитетима власти теологије, узимајући њихову линију аргумената. Његово разумијевање ислама тежи конзерватизму и конвенционализму. Иако никада није био члан суфијског тареката и није видио чланство у тарекату као нужно за муслимане, он учи да „суфизам представља унутрашњу димензију ислама” и да „унутрашње и спољашње димензије никада не смију бити раздвојене”.
Његова се учења разликују у нагласку од оних других главних исламских учењака у два аспекта, оба на темељу његових тумачења одређених стихова из Курана. Он учи да муслиманска заједница има дужност службе (на турском: хизмет) за „опште добро”, заједнице и нације, као и муслимана и немуслимана широм свијета; и да је муслиманска заједница дужна провести међувјерски дијалог са Сљедбеницима Књиге (јевреји и хришћани), иако се то не односи на друге религије као што је атеизам. Гулен се чини нетолерантним према атеизму, коментаришући 2004. године да је „тероризам презиран као и атеизам”. У једном од наредних интервјуа, тврдио је да не намјерава изједначити атеисте и убице; умјесто тога, хтио је истакнути чињеницу да је, према исламу, обојима суђено да пате вјечну казну.
Гуленов суфизам је увелико под утицајем суфијског курдског коментатора Курана Саида Нурсија (1877–1960), који је заговарао просвјетљавајуће модерно образовање и науку кроз ислам. Гулен се надовезује на Нурсија заговарањем онога што се описује као „турски националистички, државно-центриран и про-пословни приступ” с фокусом на службу/хизмет. Неки учесници у Гуленовом покрету виде Нурсијеве и Гуленове ријечи као оне муџадида или „обновљивача” ислама (у времену дјеловања сваког). Други су реаговали више есхатолошким терминима, изједначавајући Гуленов рад од. поредећи га с помагањем тези пророченог доласка Махдија, с тим да Гуленови гласноговорници одбацују провлачење оваквих спекулација и званични веб-сајт који се види као Гуленов садржи чланак насловљен ’Тврдити да се Махди је девијација’ (енгл. Claiming to be the Mahdi is Deviation). Године 2016, Мехмет Гормез из Директората за религијска питања Турске (Дијанет), рекао је да је Гуленов покрет „копирани/лажни Махди покрет”.

## Активности
Покрет Гулен је транснационални грађански друштвени исламски покрет надахнут Гуленовим учењима. Његова учења о хизмету (несебично служење за „опште добро”) привукла су велик број присталица у Турској, средњој Азији, а све више и у другим дијеловима свијета.

### Едукација
У својим проповиједима, Гулен је наводно изјавио: „Студирање физике, математике и хемије је богослужење/обожавање Алаха.” Гуленови сљедбеници су изградили више од 1.000 школа широм свијета. У Турској, за Гуленове школе се сматра да су међу најбољима: скупи модерни објекти и учење енглеског језика од првог разреда. Међутим, бивши учитељи који су изван Гуленове заједнице, довели су у питање поступање према женама и дјевојчицама у Гуленовим школама, наводећи да су женски учитељи искључени из административних одговорности, допуштена им је мала аутономија, и — заједно с дјевојкама шестих разреда и навише — одвојене су од мушких колега и ученика током пауза и одмора за ручак.

### Међурелигијски и међукултурални дијалог
Судионици покрета Гулен су основали значајан број институција широм свијета за које се тврди да промовишу активности међувјерског и међукултурног дијалога. Гуленова ранија дјела су (према ријечима Бекима Агаија) „пуна антимисионарских и антизападњачких одломака”, и „жестоких” клевета против јевреја, хришћана и осталих. Током 1990-их, почео је заговарати међувјерску толеранцију и дијалог. Лично се сусретао с челницима других религија, укључујући и папу Јована Павла II, грчког православног патријарха Бартоломеја, те израелског сефардског главног рабина Елијахуа Бакши-Дорона.
Гулен је рекао да фаворизује кооперацију између сљедбеника различитих религија, као и вјерских и секуларних елемената у друштву.

## Погледи на савремене проблеме

#### Анадолијски национализам; турски ислам
Гулен дефинише турски национализам одређеним типом анадолијске муслиманске културе која је у коријенима модерне турске националне државе, а не дефинише га ниједним одређеним етницитетом. Он вјерује да је турски ислам (са значењем „суфизам”) нарочито легитиман, ако не и ексклузивно валидна експресија вјере ислам, посебно по питању појединаца с турском прошлошћу. Иако Гулен приписује позитивне карактеристике разним локализованим субјектима, свеукупан тенор Гуленових учења упозорава од. указује да је потребно да се противи људским тенденцијама према преусамљивању као изолованости, као и дискриминацији против људи других етничности, других смјерова ислама или других вјера.

#### Питање Курда
Оптужен је да је био против процеса за изналажење рјешења (мировни процес) којим би се ријешио већ дуготрајни Курдско-турски сукоб. Међутим, Гуленове присталице одбацују овај навод, помињући његову сарадњу с много Курда.

#### Слобода изражавања
Op-ed с потписом Гулена, за Њујорк тајмс, садржи и ове ријечи (превод испод):
Темељна начела функционалне демократије — владавине права, поштовања за слободе појединца — такође су најосновније од исламских вриједности додијељених нама од Бога. Ниједан политички или вјерски вођа нема право да их одузме … Говорити против угњетавања је демократско право, грађанска дужност и за вјернике, религијска обавеза. Куран разјашњава да људи не би требало да остану тихи пред лицем неправде: „О ви који вјерујете! Будите подупирачи и заставоноше правде, носећи свједочанство истини / свједока пред истину ради Божје воље, чак и ако би то било против вас самих, или родитеља или родбине

### Секуларизам
Гулен је критиковао секуларизам у Турској као „редукционистички материјализам”. Међутим, он је у прошлости рекао да је — секуларни приступ који „није анти-религиозни” и „допушта слободу вјере и увјерења” — компатибилан са исламом.
Према једном Гуленовом саопштењу, у демократски секуларним државама, 95 одсто исламских принципа је допуштено и практички изводљиво, и нема проблема с њима. За преосталих 5 одсто се „не вриједи борити”.

### Припајање Турске ЕУ
Гулен подупире кандидатуру Турске за улазак у Европску унију (ЕУ), те је рекао да се ни Турска ни ЕУ немају чега бојати, а имају много за добити, из будућности пуног чланства Турске у ЕУ.

### Улоге жене
Према Арасу и Цахи, Гуленови погледи на жене су „прогресивни” али „модерне професионалне жене у Турској још увијек сматрају његове идеје далеко од тога да су прихватљиве”. Гулен каже да је долазак ислама спасио жену, која „апсолутно није била затворена у свом дому и … никада потлачивана” у раним годинама религије. Он сматра да је феминизам западњачког стила, међутим, „осуђен на неравнотеже попут свих других реакционарских покрета” и на крају да је „пун мржње према људима”.
Међутим, Гуленови погледи су осјетљиви на оптужбе за мизогинију (мржњу према женама). Као што је наведено од стране Берне Турам, Гулен је тврдио: „Човјек се користи за захтјевније послове … а жена мора бити искључена током одређених дана у мјесецу. Након порода, она понекад не може бити активна и два мјесеца. Она не може судјеловати у различитим сегментима друштва цијело вријеме. Она не може путовати без свога мужа, оца, или брата.”

### Тероризам
Гулен осуђује тероризам. Он упозорава на појаву произвољног (арбитрарног) феномена насиља и агресије против цивилног становништва и рекао је да „томе нема мјеста у исламу”. Написао је чланак осуде у Вашингтон посту 12. септембра 2001. године, дан након Напада 11. септембра, те је навео да „муслиман не може бити терорист, нити може бити терорист прави муслиман”. Гулен је оплакивао „искориштавање (отмицу) ислама” од стране терориста.

### Флота Газе
Гулен је критизирао флоту Газе доведену од стране Турске за покушавање достављања помоћи без пристанка Израела од. саглашавања с Палестинцима у Гази. Он је говорио о гледању насловница вијести о смртоносном сукобу између израелских командоса и мултинационалних чланова групе потпоре, те како се њихова флота приближава израелској поморској блокади Газе. Он је рекао: „Оно што сам ја видио није било лијепо, било је веома ружно.” У међувремену је наставио своје критике, рекавши касније да је пропуст организатора да траже споразум са Израелом прије покушаја да се достави помоћ био „знак противљења ауторитету, те неће довести до плодних ствари”.

### Грађански рат у Сирији
Гулен је снажно против турског уплитања у Грађански рат у Сирији.

### Геноцид у Јерменији
Коментаришући Геноцид над Јерменима у писму од 6. маја 1965. године, Гулен је написао: „Познавао сам јерменске породице и појединце током свог дјетињства и пословних пословних позиција. Нећу престати проклињати Велики геноцид почињен против Јермена 1915. Знам да је међу људима убијенима и масакриранима било много високо цијењених појединаца, којих се сјећам с поштовањем. Проклињем с великом жалошћу масакр синова Великог Пророка Христа од стране игнорантних појединаца који себе називају муслиманима.”

## Утицај на турско друштво и политику
Гулен покрет има милионе сљедбеника у Турској, као и њих много више у иностранству. Осим школа утврђених од стране Гуленових сљедбеника, вјерује се да многи гуленицисти држе позиције моћи у снагама турске полиције и правосуђа. Турски и страни аналитичари вјерују да Гулен има симпатизере и у турском парламенту, такође, и да његов покрет контролира нашироко читани исламски конзервативни часопис Заман (на турском: заман — вријеме), приватну банку Асја банк, телевизијску станицу Саманјолу ТВ, те многе друге медије и пословне организације, укључујући и Турску конфедерацију подузетника и индустријалаца (ТУСКОН). Све наведено је престало с радом након покушаја државног удара. У марту 2011. године, турска влада је ухапсила истраживачког новинара Ахмета Шика и заплијенила и забранила му књигу Имамова војска, врхунац Шикове истраге Гулена и покрета Гулен.
Гулен је учио ханефијску школу ислама, водећи се учењима сунита Саида Нурсија. Рекао је да вјерује у науку, међувјерски дијалог међу Људима Књиге и вишестраначку демократију. Покренуо је дијалог с Ватиканом и неколико јеврејских организација.

### 1970-е, 1980-е и 1990-е
Гулен је отворио ışık evler или „куће свјетла” (студентски хостели који нуде стипендије за сиромашне ученике) године 1976, гдје су били доступни неформални сохбети (расправе о Курану) за ученике. Гулен је потицао ученике као појединце са сличним мишљењима да прате ово, што је претеча покрета Гулен.
Током насиља у Турској (1976—1980) — препирање између деснице и љевице 1970-их, Гулен је „позвао људе да практикују толеранцију и опраштање”. Након државног удара у Турској 1980, када је војска циљала на комунисте, Гулен је дао „експлицитни пристанак” као став према удару, изјавивши:
Желим да такође додам да су архитекти удара такође имали неких позитивних административних одлука. Они су протресли друштво да се обнови поново. Они су одбранили Комунистички покрет који је уновачио неку погрешно вођену омладину која је жељела да Турска буде под совјетским утицајем. Они су намјерно или ненамјерно спријечили да наша земља уђе у мочварно блато и другу крваву борбу. Штавише, они су дали шансу некој пристојној дјеци наше домовине да служе нашој нацији.
Након политичког насиља у претходним ратовима, Гулен је очекивао да се ударом поново успостави стабилност и да доведе до накнадног обнављања демократије. Гуленово пристајање на удар касније је добило критике од турских либерала.
Упркос одобравању удара од Гулена, војне власти су издале налог за хапшење против њега, што је правно обеснажио „државни безбједносни суд” 1986. године.
Година 1980-их и 1990-их под Озалом, Гулен и његов покрет били су на добитку од друштвено-политичких реформи, успјевши „претворити његов традиционално и географски обвезан вјерски покрет у образовни и културни феномен на нивоу нације” којим су се „покушале довести ’религијске’ перспективе у јавну сферу друштвених и културних питања”. Растом покрета Гулен потакнуто је противљење од кемалиста, који су доживјели покрет као пријетњу секуларизму, као и од исламиста који су видјели покрет као „акомодирајући” и „проамерички”.

### Ергенекон
Године 2005, мушкарац повезан с покретом Гулен је пришао тадашњем амбасадору САД у Турској Ерику С. Еделману током забаве у Истанбулу и предао му омотницу која садржи документ наводно детаљних планова за предстојећи удар против владе од стране турске војске. Међутим, документи су се убрзо показали кривотворинама. Гуленове подружнице тврде да је покрет „грађански” у природи и да нема политичке аспирације. Како год, он је оптужен да је био „мозак” који стоји иза афере Ергенекон коју ти секуларисти виде као средство ослабљивања турске војске. Они који су јавно рекли да је у питању варка нашли су се поименично наведени у новинама Заман — нпр. Дани Родрик и Илхан Џиханер.

### Подијељеност са Ердоганом
Унаточ тврдњама Гулена и његових сљедбеника да је организација не-политичке природе, аналитичари вјерују да број хапшења везаних за корупцију, извршен против савезника турског премијера Реџепа Тајипа Ердогана, одражава растућу политичку борбу за превласт између Гулена и премијера. Ова су хапшења довела до Корупцијског скандала у Турској 2013. године, за који су они који подржавају владајућу Партију правде и развоја (АКП), заједно са самим Ердоганом, и опозицијске сличне странке, нагласили да је изведен од стране Гулена, након одлуке Ердоганове владе, рано у децембру 2013. године, да затвори многе приватне исламске школе у Турској које је водио покрет.
Ердоганова влада је коментарисала да су корупцијска истрага и коментари од стране Гулена дугорочни политички програм покрета Гулен за инфилтрирање у сигурносне, обавјештајне и правосудне институције државе Турске; оптужба је готово идентична оптужби против Гулена од стране главног тужиоца Републике Турске у његовом суђењу 2000. године, прије него што је Ердоганова странка дошла на власт. Гулену се и раније судило у одсутности (2000. г.), а од ових оптужби ослобођен је (2008. г.) и то под Ердогановом АКП владом.
У имејл коментарима посланим Вол стрит журналу у јануару 2014. године, Гулен је рекао да је „турски народ … узрујан и да је у посљедње двије године демократски напредак сада промијенио смјер”, али је демантовао да је дио завјере да се збаци влада. Касније, у јануару 2014. године, у интервјуу за Би-Би-Си ворлд, Гулен је рекао: „Да желим рећи нешто народу, то би било да би људи требало да гласају за оне који поштују демократију, владавину закона, тј. оне који се добро слажу с људима. Причање или потицање људи да гласају за странку била би увреда интелекта народа. Сви веома јасно виде шта се догађа.”
Према неким коментаторима, Гулен је за Ердогана оно што је Троцки био Стаљину. Бен Коен из Јеврејског новинског синдиката написао је: „Радије као Лав Троцки, оснивач совјетске Црвене армије коју је прогонио и протјерао из СССР Јосиф Стаљин, Гулен је постао свеобухватајуће објашњење за егзистенцијалне претње, како их Ердоган перципира, које тренутно муче Турску. Стаљин је видио утицај ’троцкијних контрареволуционара’ свугдје, те брутално чистио сваки елемент совјетског апарата. Ердоган сада ради мање-више исто с ’гуленистичким терористима’.”

### Захтјев за изручење, тензије између САД и Турске
Недуго након лошег покушаја удара 15. јула 2016, Турска влада је изјавила да је покушај удара организовао Гулен и/или његов покрет. Турски премијер Бинали Јилдирим је крајем јула 2016. рекао за Гардијан: „Наравно, пошто вођа ове терористичке организације обитава у САД, постоје питања у умовима људи да ли има икакве укључености или подршке САД. Тако Америка од ове тачке надаље треба да стварно мисли како ће наставити да сарађује са Турском, која је стратешки савезник за њих у региону и свијету.” Гулен, који је оповргао сваку укљученост у покушај удара и денунцирао (осудио) га, заузврат је оптужио Ердогана да „претвара неуспјели пуч у сопствени удар налик успореном филму/снимку против уставне/конституционалне владе”.
Дана 19. јула, званични захтјев послат је САД ради изручења/екстрадиције Фетулаха Гулена. Дана 23. јула 2016, Турска је формално предала формални екстрадицијски захтјев уз одређене документе као доказ који их подржава. Виши званичници САД рекли су да се докази тичу одређених наводних субверзивних активности пред сам пуч.
Дана 19. септембра, званичници Турске владе састали су се са пензионисаним генералом Америчке војске Мајком Флином, бившим директором CIA-е Џејмсом Вулсијем и другима, како би дискутовали о легалним и потенцијално илегалним начинима као што је присиљени нестанак којима се Гулен склања из САД. У марту 2017, Флин је регистрован као страни агент за лобирајући рад у име Владе Турске (2016).
Руди Ђулијани приватно је ургирао Трампа да изручи Гулена (2017).
Додатно, Турска влада је према писањима тражила стављање притиска на више страних влада у циљу гашења школа и медицинских одјељења наводно повезаних с Гуленовим покретом — укључујући Пакистан, Сомалију, Њемачку, Индонезију, Нигерију и Кенију. У Сомалији, двије веће школе и болница повезани с поменутим покретом угашени су по захтјеву администрације Турске. У Албанији и Босни и Херцеговини такође су забиљежени захтјеви од стране Турске да се затворе и истраже школе повезане с Гуленом.

#### Предлог азила у Египту
У Египту, парламентарац Емад Махрус позвао је на Египатску владу да додијели азил Гулену. У захтјеву, послатом портпаролу Представничког дома Алију Абдел-Алу, премијеру Шерифу Исмаилу и министру спољних послова Самеху Шукрију 24. јула 2016, Махрус наводи да је „[Турска] била умјерено муслиманска земља која је постала исламистичка диктатура у рукама [турског предсједника] Реџепа Тајипа Ердогана и његове афилиране политичке партије Муслиманско братство”, тврдећи да је било врло неукусно да Ердоган захтијева Гуленово изручење из САД у исто вријеме „давајући скровиште стотинама вођа терористичке организације Муслиманско братство и члановима других крвавих милитантних исламистичких група које нападају Египат дању и ноћу”.
Махрус каже да Ердоган није само оптужио Гулена да заговара неуспјели покушај удара, већ и да је користио ову оптужбу као изговор за учествовање у масовним чисткама против јавних институција наводно лојалних Гулену („али у исто вријеме Ердоган је одлучио да претвори Турску у медијско борилиште против Египта, при чему турско обавјештајство пружа финансирање за неколико ТВ канала Муслиманског братства да се нападне Египат”). Махрус је изјавио да је његов савјет Гулену да не чека своју екстрадицију него да умјесто тога напусти САД и дође до сталног азила у Египту. Бивши египатски предсједник Анвар Садат дао је азил шаху Мухамеду Рези Палавију по његовом доласку у Египат из САД, упркос претњама које су издали ирански ајатоласи током Иранске револуције (7. јан. 1978 — 11. феб. 1979).

#### Усљедјела дешавања
У марту 2017, бивши директор CIA-е Џејмс Вулси рекао је за Вол стрит журнал да је био на састанку одржаном 19. септембра 2016. када је савјетник кампање Трампа Мајк Флин разговарао са министром спољних послова Турске Мевлутом Чавушоглуом и министром за енергетику Бератом Албајраком; расправљано је о могућности Гуленове абдукције и присилне рендиције (извођења ради испитивања) у Турску. Иако конкретан план извођења није био тема, Вулси је напустио састанак забринут да би општа дискусија о „прикривеном кораку у глуво доба ради избављања овог човјека” могла да се тумачи као илегална по америчком праву. Говорник за Флина оповргао је Вулсијеву укљученост, изјавом Бизнис инсајдеру да несудско пребацивање није било дискутовано на састанку.
У јулу 2017, годину након пуча против Ердогана, Гулен је написао: „Оптужбе против мене повезане с покушајем удара су неосноване, политички мотивисано оговарање.” Током 1990-их, Гулену је био издат специјални турски пасош као пензионисаном носиоцу религијске дужности, у религији турске државе — сунитском исламу, муфтије; године 2017. овај пасош је правно обеснажен. Осим ако Гулен отпутује у Турску до краја септембра 2017, сматра га се особом без држављанства (stateless). Дана 26. септембра 2017, Гулен је тражио да комисија Уједињених нација истражи покушај удара 2016.
Такође, Гулен је у интервјуу са NPR-ом рекао: „До дана-данашњег, стајао сам против свих удара. Моје поштовање за војску на страну, ја сам увијек био против интервенција. … Ако би ме ико међу овим војницима назвао и рекао ми о своме плану, ја бих им рекао: ’Ви чините убиство.’ ... Ако ме питају шта је моја посљедња жеља, ја бих рекао особа [Ердоган] која је изазвала сву ову патњу и супротставила се хиљадама невиних, желим да пљунем у његово лице.”
Дана 28. септембра 2017, Ердоган је захтијевао од САД да изручи Гулена у замјену за америчког пастора Ендруа Брансона, који је ухапшен у Турској и суочен са оптужбама повезаним са Брансоновом наводном афилијацијом са FETO-ом (Гулен покрет); Ердоган је рекао: „Ви имате пастора такође. Дајте га нама. … Потом ћемо ми судити [Брансону] и дати га вама.” „Ви имате пастора такође. … Ви дате нама тога и ми ћемо радити с нашим судством и вратити вама.” Федерално правосуђе само одлучује о случајевима екстрадиције у САД. Августа 2017. декретом је Ердогану омогућено овлашћење да одобри размјену приведених или осуђених странаца с људима које држе у другим државама. Питана о могућој трампи, 28. септембра 2017, портпаролка Стејт департмента Хедер Науерт је казала: „Ја не могу да замислим да бисмо ишли низ тај пут. … Примили смо захтјеве за екстрадицију за њега [Гулена].” Анонимни амерички званичници рекли су репортерима да Турска влада још није пружила довољно доказа да Министарство правде САД оптужи Гулена.
Септембра 2017, Турска је САД пружила информације о Гулену које датирају из времена прије покушаја удара 2016. и Турска се нашла у процесу компилације информација којима се наводно повезује Гулен с покушајем удара.
Године 2017, Амнести интернешонал и Хјуман рајтс воч засебно су издали изјаве којима се ургирају владе да избјегавају екстрадиције у Турску.
У новембру 2018, Трампова администрација питала је Министарство правде САД да истражи која правна оправдања могу да се примијене, да ли треба да се одлучи да се тражи депортација Гулена. Дана 17. децембра 2018, Министарство правде САД објавило је оптужницу двојице мушкараца, с наводима да су дјеловали „у Сједињеним Државама као илегални агенти Владе Турске” и завјерили/уротили „да се прикривено утиче на политичаре СД и јавно мишљење против” Фетулаха Гулена. Двојица мушкараца, бивши сарадници бившег савјетника за националну безбједност САД Мајкла Флина, користили су данас распали Flynn Intel Group у напору да дискредитују Гулена (још јула 2016), према оптужници.
Године 2022, кандидат из Пенсилваније за Сенат САД др Мехмет Оз предвидио је (за Вошингтон пост), сљедеће: „Гулена не могу дирати. Нема кредибилних оптужби да је био укључен у удар. Он ће остати у Пенсилванији.”

## Публикације
Гуленов званични веб-сајт броји 43 његове публикације; оне су, међутим, више сродне есеју и збиркама проповиједи него књигама о одређеним темама са специфичним тезама. За њега се такође каже да је аутор многих чланака на разне теме: друштвени, политички и вјерски проблеми, умјетност, наука и спорт; те снимљених хиљада аудио и видео касета.
Он придоноси низу часописа и магазина у власништву његових сљедбеника. Он пише главни чланак за Фаунтејн, Јени умит, Сизинти и Јагмур (исламски филозофски часописи). Неколико његових књига је преведено на енглески језик.

## Одзив
Фетулах Гулен је дио Топ 100 паблик интелекчуалс пола (Top 100 Public Intellectuals Poll), као најутицајнији мислилац (2008. г.).
Фетулах Гулен је једна од ’100 свјетских најутицајнијих особа у 2013.’ према магазину Тајм.
Фетулах Гулен је на листи ’500 најутицајнијих муслимана’ — Краљевски исламски центар за стратешке студије у Аману, Јордан.

## АлбумRise Up (Colors of Peace)
Rise Up (Colors of Peace) је био музички пројекат с циљем претварања Гуленове поезије и сл. писаних дјела на турском језику у пјесме. Укупно 50 пјесама је послато разним муслиманским и немуслиманским умјетницима у више земаља, а они су могли да одаберу и компонују за одабрану пјесму од његове поезије и потом сниме извођење у својој земљи па га пошаљу назад за планирани албум. Није било ограничења у коришћењу инструмената, осим да се испоштују исламска правила о интерпретацији и употреби музичких инструмената. Албум Rise Up (Colors of Peace) (досл. на српском: подизање (боје мира)) постао је албум ворлд музике с разним жанровима као што су џез, поп, фламенко, раи, индијска музика и др. Умјетници-извођачи (редом појављивања на списку пјесама): Гуд морнинг дајари, Махир Зеин, Фодел, Кристело дуо feat. Бруно Гувеја, Рајан Шо, Наташа Атлас, Бон Бон, Кеј-Кеј и Рит, Мазакињо feat. Ели Бруна, Бахрома, Кармен Парис, Коби Фархи и Руба Шемшум. Реализација пројекта трајала је више од двије године и албум је изашао 2013. у продукцији Нил са Јуниверсал мјузиком.

### Опште референце
- „Gulen Inspires Muslims Worldwide”. Forbes. Oxford Analytica. 21. 1. 2008. Архивирано из оригинала 14. 9. 2016. г. Приступљено 15. 9. 2016.
- „Fethullah Gulen, Turkey's Most Famous Preacher”. Interfaith Voices. 5. 6. 2008. Архивирано из оригинала 8. 9. 2008. г. Приступљено 15. 9. 2016.
- „Global Muslim networks: How far they have travelled”. The Economist. 6. 3. 2008. Архивирано из оригинала 26. 6. 2022. г. Приступљено 15. 9. 2016. „Gulen”
- „Fethullah Gulen: A farm boy on the world stage”. The Economist. 6. 3. 2008. Архивирано из оригинала 26. 06. 2022. г. Приступљено 15. 9. 2016. „Gulen-affiliated groups in Istanbul can seem quite liberal…”
- Hudson, Alexandra (14. 5. 2008).  Balmforth, Richard, ур. „Turkish Islamic preacher – threat or benefactor?”. Reuters UK. Архивирано из оригинала 14. 9. 2016. г. Приступљено 15. 9. 2016.
- Sabrina, Tavernise (4. 5. 2008). „Turkish Schools Offer Pakistan a Gentler Vision of Islam”. The New York Times. Архивирано из оригинала 14. 9. 2016. г. Приступљено 15. 9. 2016.
- „Turkey: Fethullah Gulen profile”. The New York Times. 8. 1. 2008. Архивирано из оригинала 14. 9. 2016. г. Приступљено 15. 9. 2016.
- „Meet Fethullah Gülen, the World's Top Public Intellectual”. Foreign Policy. 4. 8. 2008. Архивирано из оригинала 14. 9. 2016. г. Приступљено 15. 9. 2016.
- Severson, Lucky (21. 1. 2011). „The Gülen Movement”. Religion & Ethics. PBS. Архивирано из оригинала 14. 9. 2016. г. Приступљено 15. 9. 2016.
- Hansen, Suzy (10. 11. 2010). „The Global Imam”. The New Republic. Архивирано из оригинала 14. 9. 2016. г. Приступљено 15. 9. 2016.
- Steinvorth, Daniel (2009). „The Fethullah Gülen Movement: Pillar of Society or Threat to Democracy?”. Qantara.de. Архивирано из оригинала 14. 9. 2016. г. Приступљено 15. 9. 2016.
- Aras, Bülent; Caha, Omer (4. 12. 2000). „Fethullah Gülen and his Liberal "Turkish Islam" movement” (PDF). Meria. Архивирано (PDF) из оригинала 14. 9. 2016. г. Приступљено 15. 9. 2016.
- Aras, Bülent (септембар 1998). „Turkish Islam's Moderate Face”. The Middle East Quarterly. Архивирано из оригинала 14. 9. 2016. г. Приступљено 15. 9. 2016.
- Sharon-Krespin, Rachel (зима 2009). „Fethullah Gülen's Grand Ambition: Turkey's Islamist Danger”. The Middle East Quarterly. Архивирано из оригинала 14. 9. 2016. г. Приступљено 15. 9. 2016.
- Mayer, Jean-François (21. 7. 2004). „The Gülen Movement: A modern expression of Turkish Islam – Interview with Hakan Yavuz”. Religioscope. Архивирано из оригинала 14. 9. 2016. г. Приступљено 15. 9. 2016.
- Miller Jr, Kevin (23. 12. 2003). „Islam in Kazakhstan and Kyrgyzstan: The Nurcu Movement and the Hizb ut Tahrir”. Amerasian World. Архивирано из оригинала 14. 9. 2016. г. Приступљено 15. 9. 2016.